# Sipunculus angasoides
Sipunculus angasoides là loài động vật thuộc chi Sá sùng. Loài này được Chen mô tả khoa học vào năm 1963.